# Campionati europei di trampolino elastico 1987
I Campionati europei di trampolino elastico 1987 sono stati la 10ª edizione della competizione organizzata dalla Unione Europea di Ginnastica. Si sono svolti a Braga, in Portogallo dal 4 al 6 dicembre 1987.

## Medagliere
| Posiz. | Nazione          | Oro | Argento | Bronzo | Totale |
| ------ | ---------------- | --- | ------- | ------ | ------ |
| 1      | Unione Sovietica | 6   | 4       | 2      | 12     |
| 2      | Francia          | 4   | 1       | 1      | 6      |
| 3      | Germania Ovest   | 3   | 3       | 2      | 8      |
| 4      | Portogallo       | 1   | 2       | 3      | 5      |
| 5      | Polonia          | 0   | 2       | 3      | 5      |
| 6      | Regno Unito      | 0   | 1       | 2      | 3      |
| 7      | Belgio           | 0   | 1       | 0      | 1      |
| 8      | Spagna           | 0   | 0       | 2      | 2      |
| Totale | Totale           | 14  | 14      | 15     | 43     |

## Podi

### Uomini
| Evento                | Oro                                                                                    | Argento                                                                   | Bronzo                                                                   |
| Trampolino            | Vadim Krasnochapka                                                                     | Igor Bogatchev                                                            | Sergei Nestreliai                                                        |
| Double mini           | Jorge Pereira                                                                          | Dieter Wozniak                                                            | Alistair Fogg Thorsten Hartmann José Miguel Hernández                    |
| Tumbling              | Pascal Éouzan                                                                          | Philippe Chapus                                                           | Zbigniew Bachor                                                          |
| Sincronizzato         | Unione Sovietica Vadim Krasnochapka Igor Bogatchev                                     | Unione Sovietica Igor Gelimbatovski Sergei Nestreliai                     | Polonia Eligiusz Skoczylas Zdzislaw Pelka                                |
| Trampolino a squadre  | Unione Sovietica Igor Gelimbatovski Igor Bogatchev Sergei Nestreliai Dmitri Poljarusch | Germania Ovest Michael Kuhn Ralf Pelle Amadeus Regenbrecht Bernd Leichert | Polonia Zdzislaw Pelka Eligiusz Skoczylas Waldemar Okoniewski            |
| Double mini a squadre | Germania Ovest Dieter Wozniak Thorsten Hartmann Christian Pöllath Steffen Eislöffel    | Portogallo Jorge Pereira Joao Ferreira Jorge Moreira Luís Nunes           | Spagna José Miguel Hernández Jaime Castillejo Javier Sosa Santiago Gomez |
| 'Tumbling a squadre   | Francia Pascal Éouzan Philippe Chapus Christophe Lambert Philippe Paulin               | Polonia                                                                   | Portogallo                                                               |

### Donne
| Evento                | Oro                                                                                   | Argento                                                                          | Bronzo                                                                   |
| Trampolino            | Yelena Kolomeyets                                                                     | Tatiana Louchina                                                                 | Rusudan Khoperiya                                                        |
| Double mini           | Bettina Lehmann                                                                       | Gabi Dreier                                                                      | Ana Rita Vilas Boas                                                      |
| Tumbling              | Isabelle Jagueux                                                                      | Dorota Poplawska                                                                 | Muriel Boudsocq                                                          |
| Sincronizzato         | Unione Sovietica Elena Merkulova Tatiana Louchina                                     | Unione Sovietica Yelena Kolomeyets Rusudan Khoperiya                             | Regno Unito Andrea Holmes Sascha Halford                                 |
| Trampolino a squadre  | Unione Sovietica Yelena Kolomeyets Tatiana Louchina Rusudan Khoperiya Elena Merkulova | Regno Unito Andrea Holmes Sue Shotton Sachelle Halford Kyrstyan McDonald         | Germania Ovest Hiltrud Roewe Gabi Bahr Ute Oder Susanne Rheinschmidt     |
| Double mini a squadre | Germania Ovest Bettina Lehmann Gabi Dreier Heike Holthoff Ivonne Kraft                | Belgio Sophie van der Plassche Veronique De Backer Saskia Demeyer Sylvie Moykens | Portogallo Ana Rita Vilas Boas Rita Matos Amelia Carneiro Maria Baptista |
| Tumbling a squadre    | Francia Isabelle Jagueux Muriel Boudsocq Corinne Robert Katia Legentil                | Portogallo                                                                       | Non assegnato                                                            |